# Kiichirō
Kiichirō ist ein männlicher japanischer Vorname.

## Bekannte Namensträger
- Kiichirō Furukawa (1929–2016), japanischer Astronom und Asteroidenentdecker
- Higuchi Kiichirō (1888–1970), Generalleutnant der Kaiserlich Japanischen Armee
- Hiranuma Kiichirō (1867–1952), 35. Premierminister Japans
- Hirata Kiichirō eigentlicher Name von Hirata Tokuboku (1873–1943), japanischer Anglist und Essayist
- Toyoda Kiichirō (1894–1952), japanischer Industrieller